# Edgardo Codesal Méndez
Edgardo Codesal Méndez, né le 2 juin 1951 à Montevideo (Uruguay), est un ancien arbitre mexicain-uruguayen de football, connu pour avoir arbitré la finale de la Coupe du monde 1990. Il fut arbitre FIFA de 1983 à 1990.

## Carrière
Il a officié dans des compétitions majeures : 
- Coupe du monde de football des moins de 20 ans 1985 (1 match)
- Jeux olympiques de 1988 (1 match)
- Coupe du monde de football 1990 (3 matchs dont la finale)